# 中津井村
中津井村（なかついそん）は、岡山県上房郡にあった村。現在の真庭市の一部にあたる。

## 地理
備中川支流・中津井川の流域に位置していた。

## 歴史
- 幕末に阿賀郡中津井村が、上中津井村、下中津井村に分村[2]。
- 1889年（明治22年）6月1日、町村制の施行により、阿賀郡上中津井村、下中津井村が合併して村制施行し、中津井村が発足[1][2]。旧村名を継承した上中津井、下中津井の2大字を編成[2]。
- 1900年（明治33年）4月1日、阿賀郡が廃止され上房郡に所属[1][2]。
- 1953年（昭和28年）10月1日、上房郡呰部町、上水田村、水田村と合併し、北房町を新設して廃止された[1][2]。合併後、北房町大字上中津井・下中津井となった[2]。

## 産業
- 農業、煙草[2]
- 1898年（明治31年）高梁専売支局中津井葉煙草専売支局が設立され、中津井、呰部、上水田、水田、上有漢、豊永、丹治部、刑部、菅生各村などを管轄したが、1909年（明治42年）廃止され、同時に岡山刻煙草製造所中津井分工場も廃止された[2]。